# René Deffke
René Deffke (* 9. November 1966 in Ost-Berlin) ist ein ehemaliger deutscher Fußballspieler und derzeitiger -trainer.

## Sportliche Laufbahn
Der gebürtige Berliner begann 1974 beim BFC Dynamo mit dem Fußballspielen, durchlief dort auch die Nachwuchsabteilung mit zwei zwischenzeitlichen Stationen beim SV Lichtenberg 47 und der BSG Luftfahrt Berlin. Im Sommer 1986 wurde Deffke vom BFC Dynamo, wo er überwiegend im Reserve-Team zum Einsatz kam, zur SG Dynamo Fürstenwalde delegiert. Dort spielte er bis zum Oktober 1988, schoss in zwei Spielzeiten mit 66 DDR-Liga-Einsätzen 21 Tore. Dann wechselte Deffke zum 1. FC Union Berlin, für den er in der Spielzeit 1988/89 in der DDR-Oberliga 14 Einsätze mit 2 Toren absolvierte. Schließlich wurde dieser Sommer 1989 zur BSG Motor Ludwigsfelde delegiert. Im August 1989 entschied sich Deffke endgültig zur Flucht aus der DDR, die er mit einer Reise nach Prag begann. Von dort aus setzte er sich nach Ungarn ab und passierte am 28. August 1989 die Grenze nach Österreich. Über Wien ging es weiter in die Bundesrepublik bis nach Nürnberg, von wo aus Deffke schließlich als Zielort in den Westteil seiner kurz vor dem Mauerfall stehenden Heimatstadt Berlin flog.
Der Stürmer spielte dann von 1989 bis 1992 bei Blau-Weiß 90 Berlin und wechselte anschließend für zwei Jahre zu Fortuna Köln. Danach spielte er für Hertha BSC, den VfL Wolfsburg, nochmals den 1. FC Union Berlin, den FC Carl Zeiss Jena, LR Ahlen, Eintracht Trier und Eintracht Braunschweig, bevor er im Jahr 2000 seine aktive Karriere beendete. Er absolvierte insgesamt 191 Spiele in der 2. Fußball-Bundesliga und erzielte dabei 46 Tore.

## Weiterer Werdegang & Trainerlaufbahn
René Deffke arbeitet als Spielerberater und war daneben von 2008 bis 2010 Trainer des rheinland-pfälzischen Bezirksligisten SG Osburg/Thomm. Zur Saison 2010/11 wurde er Trainer des A-Kreisligisten Suryoye Paderborn, mit dem er direkt den Aufstieg in die Bezirksliga schaffte. Im Sommer 2014 übernahm er den BV Bad Lippspringe.

## Privates
Er ist verheiratet und hat zwei Töchter.